# Тренин, Владимир Владимирович
Влади́мир Влади́мирович Тре́нин (18 [31] декабря 1903, Елисаветград — октябрь 1941, Западный фронт) — советский литературовед и критик. Специалист по творчеству Владимира Маяковского.

## Биография
Владимир Тренин родился 18 (31) декабря 1903 года в Елизаветграде. Учился на архитектурном факультете ВХУТЕМАСа в Москве. Публиковаться начал в 1928 году в журнале «Новый ЛЕФ».
Автор книги «В мастерской стиха Маяковского» (1937) и нескольких статей о поэтике Владимира Маяковского. Некоторые статьи о Маяковском были написаны в соавторстве с Николаем Харджиевым, который в 1970 году включил их в совместную с Трениным книгу «Поэтическая культура Маяковского». Принимал участие в редактировании сочинений Маяковского. Член Союза писателей с 1940 года.
Участник Второй мировой войны, погиб на Западном фронте в октябре 1941 года.